# はるこ☆UP DATE
『はるこ☆UP DATE』（はるこアップデート）は、桃井はるこの半生を綴ったDVDドラマ。2007年1月26日に前編（PCCB-51448）、同年2月23日に後編（PCCB-51449）が発売された。総合監督は西浦正記が担当、発売はエイベックス、販売はポニーキャニオン。
桃井はるこ役を演じる高山紗希の初主演作品で、主人公と夢の実現を支え合うアキは松嶋初音が、桃井も最終部で自身を演じている。キャッチコピーは「君と、通じて、信じあえた」。
本作と連動してインターネットラジオ『桃井はるこのらじお☆UP DATE』が放送された。

## 概要
桃井はるこ本人が「最悪の日々だった」と振り返る中学時代から、プレアイドル時代、そして大成するまでの半生を描いた青春劇。劇とプレアイドル時代の友人との語り、桃井はるこのライヴで構成され、特に前巻ではそれらが交互に挿入される。
制作決定は2005年秋で、脚本担当の川邊優子にカウンセリングの様な質問を受けつつ過去の様々な出来事を語って、創り上げられていった。アキは、実在する特定のモデルがいる訳ではなく、桃井が半生の中で出会った親友など様々な人物が取り込まれて出来上がった架空の人物である。

## 限定版
限定版には以下の特典が付属した。
前編（PCCB-51448）
1. スペシャルCD（収録時間30分予定）…挿入曲２曲予定（ここにしか収録されないインスト曲あり）／ラジオ番組風「『はるこ☆UP DATE』を100倍楽しむ方法」出演：桃井はるこ、高山紗希、松嶋初音
2. 映像特典（前編・後編により収録内容が違います）…11月14日新宿明治安田生命ホール上映会イベント映像／メイキング映像／キャストインタビュー　他
3. 特製パンフレット（16P予定）…撮影時のオフショット写真／出演者のコメント　他
4. 渡辺明夫描き下ろしジャケット（スペシャルCD）
5. 特製クリアスリーブケース

後編（PCCB-51449）
1. スペシャルCD（挿入歌3曲、「はるこ☆UP DATE」を100倍楽しむ方法）
2. 16P特製パンフレット（オフショット写真、出演者コメント他）
3. イラストレーター渡辺明夫氏描き下ろしジャケット（スペシャルCD）
4. 特製クリアスリーブケース
5. 映像特典（完成披露試写会の舞台裏、メイキング、インタビュー他）

また。連動特典として、前編・後編と『はるこ☆UP DATE』SONGS BEST購入者には、「ED曲「ゆめのばとん」PV」と「11月14日 新宿明治安田生命ホールイベント 舞台裏 完全密着映像 」の収録されたDVDが送られた。

## 参考資料
- 『THE声優マガジンVOICHA！』 2007年1月4日 シンコーミュージック・エンタテイメント p.32
- 『アキハバLOVE〜秋葉原と一緒に大人になった〜』 扶桑社 2007年01月25日 ISBN 978-4594053109 pp.164-171
- 『はるこ☆UPDATE』試写会レポ | ORICON NEWS
- Anime News : 「アキハバLOVE」出版記念＆「はるこ☆UP DATE」DVD後編リリース直前　桃井はるこインタビュー（前編） - livedoor Blog（ブログ）[注 3]。
- Anime News : 「アキハバLOVE」出版＆「はるこ☆UP DATE」DVD後編リリース直前　桃井はるこインタビュー後編 - livedoor Blog（ブログ）
- 『ラジオＣＤ「桃井はるこのらじお☆ＵＰ ＤＡＴＥ」再録盤』 フロンティアワークス 2007年
- 『ラジオＣＤ「桃井はるこのらじお☆ＵＰ ＤＡＴＥ」新録盤』 フロンティアワークス 2007年
- 「「はるこ☆UP DATE」を100倍楽しむ方法 前編」『はるこ☆UP DATE 特別版 前編』 ポニーキャニオン 2007年 特典CD
- 「「はるこ☆UP DATE」を100倍楽しむ方法 後編」『はるこ☆UP DATE 特別版 後編』 ポニーキャニオン 2007年 特典CD